# Niederelvenich
Niederelvenich ist ein Stadtteil von Zülpich im Kreis Euskirchen, Nordrhein-Westfalen. Ortsvorsteher ist Heinz Hettmer (Stand Juli 2017).

## Lage
Niederelvenich liegt in der Zülpicher Börde östlich von Zülpich. Nachbarorte sind Mülheim, Wichterich, Oberelvenich und Rövenich. Am westlichen Ortsrand verläuft die Landesstraße 264, durch den Ort führt die Landesstraße 162. Der Ort liegt am Rotbach.

## Geschichte

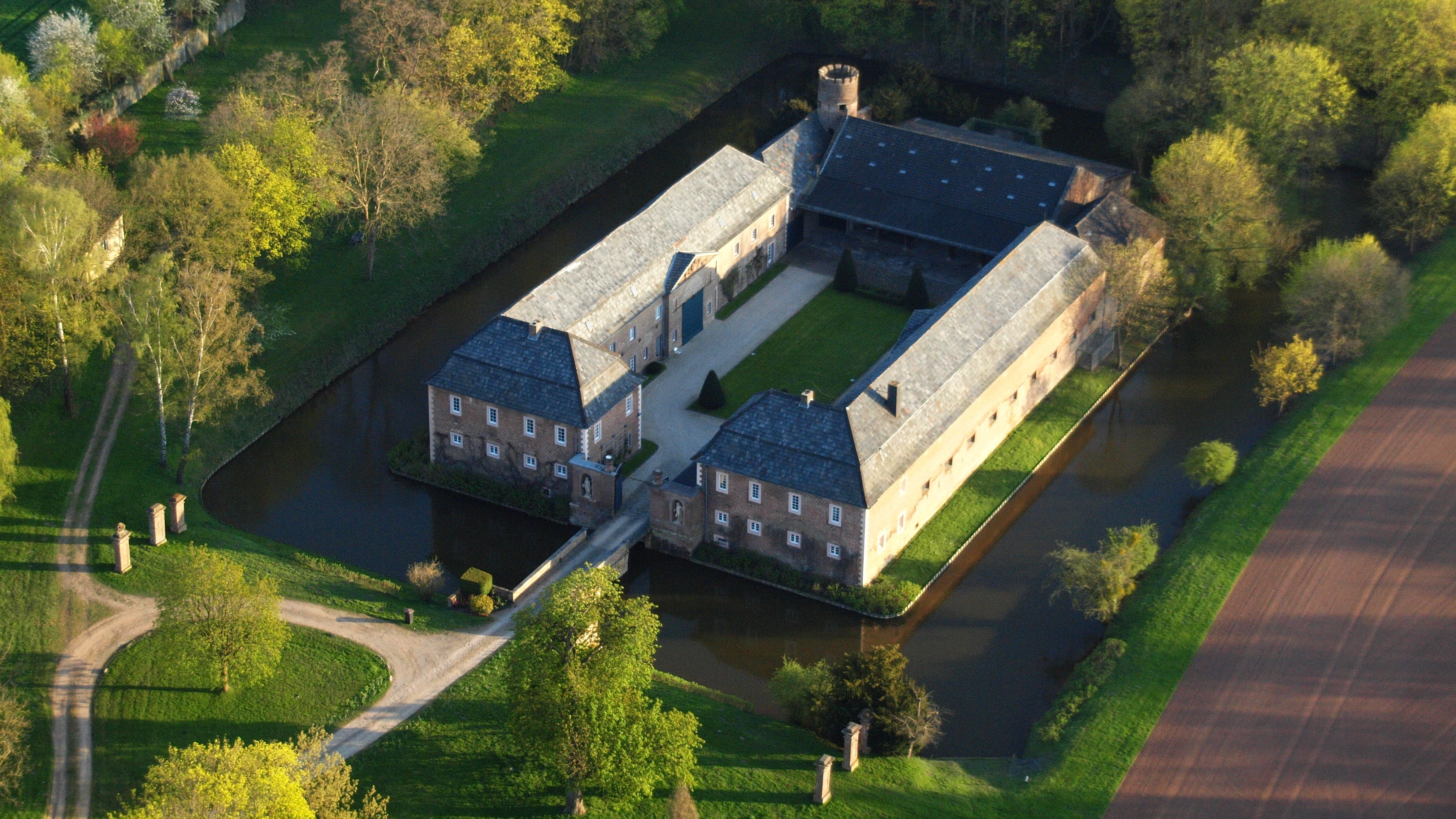
Haus Busch, Luftaufnahme 2015

Die Ortsanlage Niederelvenich entwickelte sich im Hochmittelalter (1302) in der Nähe einiger größerer Lehnhöfe der Abtei Prüm (Weidendorfhof, Probsthof, Tahlhof, Haus Busch). Als  Hochstadensches Erbe fielen die Prümer Lehen 1254 an Kurköln. Niederelvenich gehörte zum Dingstuhl Wichterich im Amte Lechenich.
Von den vier hier genannten Prümer Lehenshöfen, um die Niederelvenich entstanden ist, besteht nur noch Haus Busch, eine Burg unmittelbar in die sumpfige Niederung auf der anderen Seite des Baches gebaut, mit dem sie ursprünglich durch Gräben verbunden war.
Am 24. Oktober 1570 wurde Werner von Weidendorf (Widdendorf) von dem letzten prümschen Abte Christoph mit der Flecken-Erbschaft Nieder-Elvenich, welcher Reimbold von Altenrade (Aldenrath), Werners Oheim, von der Abtei Prüm, zu Lehen getragen hatte, belehnt. Am 10. September 1653 wurde Wilhelm von Weidendorf, ein Sohn oder Enkel Werners von Weidendorf, belehnt. Die väterlichen Ahnen sind: Weidendorf, Hersel, Aldenroth und Meyrath. Die mütterlichen Ahnen sind: Bongardt, Mascherell, Pallandt und Hompesch.

## Schule, Kindergarten
Durch eine Urkunde vom 14. März 1736 ist belegt, dass es damals schon eine Schule für Niederelvenich, Wichterich und Mülheim gegeben hat. In Niederelvenich wurde 1868 eine neue Schule gebaut. In den 1960er-Jahren wurde wieder eine neue Schule gebaut. In dem Gebäude befindet sich heute der katholische Kindergarten.

## Kirche
1868 wurde der Grundstein für die Kirche gelegt. Durch Inflation und Kriegswirren kam es jedoch nicht zum Neubau. Dieser konnte erst 1961 verwirklicht werden. Die Kirche steht heute unter dem Patrozinium Maria Königin.
Die Einweihung erfolgte am 25. September 1966.

## Verkehr

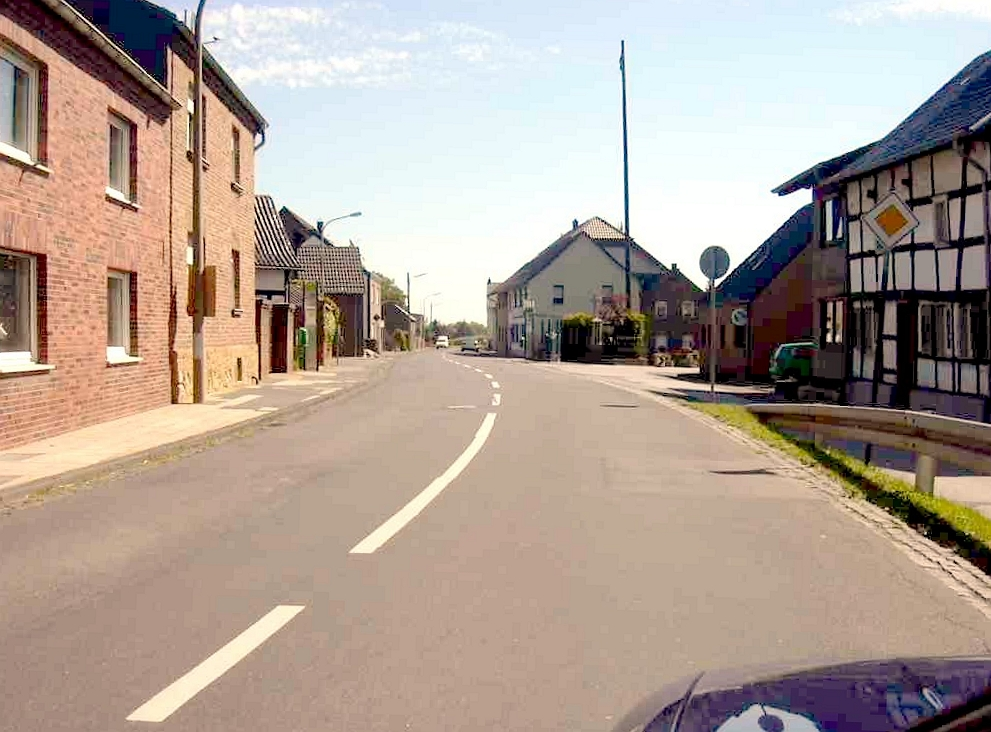
Ortsdurchfahrt

Der Ort liegt im Verbundraum des Verkehrsverbundes Rhein-Sieg (VRS). Die Fahrten der Buslinie 892 der Regionalverkehr Köln (RVK) verkehren als TaxiBusPlus im Bedarfsverkehr. Zusätzlich verkehren an Schultagen einzelne Fahrten der Buslinie 807. 
| Linie | Verlauf |
| ----- | --- |
| 807   | Euskirchen Bf – Frauenberg – Oberwichterich / (← Oberelvenich ← Rövenich ← Niederelvenich) – Wichterich – Mülheim – Niederberg – Borr – (Scheuren ← Weiler in der Ebene ← Erp ←) Friesheim – Ahrem – Lechenich – Frauenthal – Liblar – Erftstadt Bf |
| 892   | MiKE / AST-Verkehr: Mülheim – Wichterich – Niederelvenich – Oberelvenich – Rövenich – Zülpich Bf – Zülpich Frankengraben – Hoven – Floren – Merzenich                                                                                               |